# トム・ウォーク
トム・ "T-Bone" ・ウォーク（1951年12月24日 - 2010年2月28日） は、アメリカのミュージシャン。ホール＆オーツのサポートメンバーとして、またサタデー・ナイト・ライブ・バンドのバンドメンバーとしてベースを弾いた。

## 人生とキャリア
ウォークは、ニューヨーク州ヨンカーズで生まれ育った。 彼は12歳で州のアコーディオン・チャンピオンになった。しかし、彼はエド・サリヴァン・ショーでビートルズを観て、ベースと	ギターに導かれた。ベースについては、ジェームス・ジェマーソンとポール・マッカートニーの影響を受けた。彼はルーズベルト高校に通った。彼はクーパー・ユニオンでアートを学んだけれども、彼の若いころのほとんどの時間は、バーで演奏することで過ごした。彼は、そこでG.E.スミスと出会った。スミスは、彼のギター・ソロのうしろでベースを弾いたウォークに、ブルース・ギタリスト・T-ボーン・ウォーカーに倣って "T-Bone" というニックネームを付けた人物である。
1981年にホール＆オーツの活動に参加するオーディションを受ける頃には、ウィル・リーの勧めでスタジオ・シーンやジングル（番組の節目に挿入される短い音楽などの総称）の世界で活躍しており、ラップ・ミュージックで最初にゴールドディスクを受賞したレコード、カーティス・ブロウの「The Breaks」で演奏していた。彼が演奏したホール＆オーツのヒット曲には、「マンイーター」「プライベート・アイズ」「アイ・キャント・ゴー・フォー・ザット」「アウト・オブ・タッチ」「ワン・オン・ワン」「ファミリーマン」がある。彼はまた、1986年から1992年まで、ホール＆オーツでバンドメイトのスミスと、サタデー・ナイト・ライブ・バンドで演奏した。
ウォークはマルチな楽器演奏者として、ダリル・ホール、カーリー・サイモン、ジェリーフィッシュ、スクイーズ、エルヴィス・コステロ、ショーン・コルヴィン、ビリー・ジョエルらの活動に参加した。ホール＆オーツの活動停止期間は、カーリー・サイモンやビリー・ジョエルと、そしてほか多くのスタジオ・セッションの活動に繋がった。そのハイライトはコステロとの4枚のアルバムと、コステロとバート・バカラックと演った1枚のアルバムである。
1991年に、ウォークはコロムビア・レコードから出たウィリー・ナイルの「訪れたことのない場所」を協同制作した。また、ライアン・レズリーのアルバム「ライアン・レズリー」にも参加した。ブルースマンであるガイ・デイビスのアルバム「Butt Naked Free and Chocolate to the Bone」に参加し、ガイとともにレイト・ナイト・ウィズ・コナン・オブライエンに出演し、「Waitin' On the Cards to Fall」を演奏した。ウォークはまた、1980年代を通して、ギター雑誌「練習中のミュージシャンのためのギター」にコラムを持った。
彼はブラトルボロ (バーモント州)に長く住み、定期的にレコーディングとツアーに出る活動を長く続け、ホール＆オーツの活動再開にも参加した。彼はサイモンと元ニューヨーク・ヤンキースの選手でギタリストのバーニー・ウィリアムスの最新アルバムにも参加した（彼女との5枚目になるアルバム）。

## 死
2010年2月28日、ウォークは58歳でニューヨーク州ポーリングで心筋梗塞で亡くなった。ウィル・リーは彼の遺したことについてこう述べた。「 "T-Bone" が亡くなって失われた事は、味わい深く情熱的な音楽制作だね。彼のポジティブで才能があって優しい制作テクニックはとてもユニークなものだったよ。僕は彼を『鷲の耳』と呼んでたんだ。僕は彼のベース演奏の録音を初めて聴いた時の事をずっと忘れないだろうね。僕はそのトーンに圧倒されたよ。それは入念で几帳面で、歯切れのいい感じと暖かい感じが同じくらいあった。彼はギタリスト、アコーディオン奏者、プロデューサーなどとして、多くの事を成した。彼の遺産は生き続けるんだ」と。